# Rhacophorus hungfuensis
Rhacophorus hungfuensis es una especie de anfibios que habita en China. 
Esta especie se encuentra en peligro de extinción por la pérdida de su hábitat natural.